# Wyeomyia fuscipes
Wyeomyia fuscipes är en tvåvingeart som beskrevs av Edwards 1922. Wyeomyia fuscipes ingår i släktet Wyeomyia och familjen stickmyggor. Inga underarter finns listade i Catalogue of Life.